# VBアッドゥFC
VBアッドゥFC（英語: VB Addu Football Club）は、モルディブの首都マレに本拠地があるサッカークラブである。2011年までVBスポーツクラブという名称だったが、2012年より名称が変更になった。

## 獲得タイトル

### 国内タイトル
- ディヴェヒリーグ：2回
  - 2009, 2010
- モルディブFAカップ：1回
  - 2008
- チャリティ・シールド：2回
  - 2010, 2011
- プレジデンツカップ：1回
  - 2010

## 国際大会での成績
AFCカップ
- 2009　グループリーグ敗退
- 2010　グループリーグ敗退
- 2011　グループリーグ敗退
- 2012　(この大会から西地区参加)

## 歴代所属選手
- アリ・アシファク 2008-2011
- イムラン・モハメド